# Tyler Wilson (calciatore)
Tyler Linden Wilson (Chino Hills, 26 maggio 1989) è un ex calciatore statunitense naturalizzato portoricano, di ruolo centrocampista.

## Carriera

### Nazionale
Dal 2010 al 2012 ha disputato 17 incontri con la nazionale portoricana.